# Ludwig Institute for Cancer Research
Das Ludwig Institute for Cancer Research (LICR) betreibt als weltweit tätige medizinische Forschungseinrichtung sowohl Grundlagen- als auch klinische Krebsforschung mit dem Ziel, die Entwicklung neuer Krebsdiagnosen und - therapien zu beschleunigen. Forschungsschwerpunkte sind Immuntherapie, Cell signaling und Genomik.
Gegründet wurde das LICR im Jahr 1971 vom amerikanischen Reeder und Philanthropen Daniel K. Ludwig, der einen bedeutenden Teil seines Vermögens in das Institut investierte.
Mit ungefähr 900 Mitarbeitern in sieben Ländern ist das LICR das international größte akademische Institut, das sich der Krebsforschung widmet. Es ist an den folgenden Standorten (und Forschungsschwerpunkten) vertreten:
- Brüssel (Humane Krebszellgenetik)
- Lausanne (Immunologie)[3]
- London (Zell- und Molekularbiologie)
- Melbourne (Tumorbiologie)
- New York (Humane Krebsimmunologie)
- San Diego (Krebsgenetik)
- São Paulo (Krebsbiologie & Epidemiologie)
- Stockholm (Molekular- und Zellbiologie)
- Uppsala (Regulation des Zellwachstums)
- Oxford[4]

## Weblink
- Homepage